# Laphria orcus
Laphria orcus är en tvåvingeart som beskrevs av Walker 1857. Laphria orcus ingår i släktet Laphria och familjen rovflugor. Inga underarter finns listade i Catalogue of Life.